# Autana
Autana é um município da Venezuela localizado no estado de Amazonas. A capital do município é a cidade de Isla de Ratón.